# رامنتین
رامنتین (به انگلیسی: Rhamnetin) با فرمول شیمیایی C۱۶H۱۲O۷ یک ترکیب شیمیایی با شناسه پاب‌کم ۵۲۸۱۶۹۱ است. که جرم مولی آن ۳۱۶٫۲۶ g/mol می‌باشد. 